# Heteropterys mollis
Heteropterys mollis là một loài thực vật có hoa trong họ Malpighiaceae. Loài này được (Nied.) Nied. mô tả khoa học đầu tiên năm 1928.